# Rudolf Jaggi
Rudolf Ulrich Jaggi (* 21. September 1940 in Bern; † 3. September 2015 in Basel) war ein Schweizer Komponist.

## Leben
Nach Abschluss des Lehrerseminars nahm Jaggi am Berner Konservatorium und an der Universität Bern ein Musikstudium auf. Er erwarb Abschlüsse für Schulmusik, Dirigieren und als Theorielehrer. An der Musik-Akademie der Stadt Basel setzte er bei Robert Suter seine Kompositionsstudien fort.
Seit 1968 lebte Jaggi in Basel als Komponist und Chorleiter (1959 bis 2001). Von 1972 bis 2001 war er Dozent für Musikpädagogik am Kantonalen Lehrerseminar (heute Pädagogische Hochschule). Er komponierte Klavier- und Orgelstücke, Kammermusik, Orchesterwerke, Oratorien, Schauspielmusiken und Chorwerke. Rudolf Jaggi erhielt zahlreiche Kompositionspreise. Er war unter anderem Ehrenpräsident des Nordwestschweizerischen Chordirigentenverbandes (NWChV).
Des Weiteren befasste sich Jaggi mit Ägyptologie (am Ägyptologischen Seminar der Universität Basel) und Jazz (Pianist, Arrangeur und Komponist des PAL JAM-Septet).
Jaggi lebte in Basel und in der Provence. Er starb im September 2015 nach kurzer schwerer Krankheit. Sein Sohn, der Cellist Martin Jaggi, ist ebenfalls Komponist.

## Publikationen
Artikel von Rudolf Jaggi in der Ägypten-Zeitschrift Kemet
- Die Provence und Ägypten (1999/2)
- Die Midaq-Gasse (Naguib Machfûs) (1999/3)
- Beim Gotte Thot in Theben West (2000/2)
- Pharaonische Begegnung in Süd-Marokko (2000/3)
- Beim thebanischen Gaugott Month (2001/1)
- Der löwenköpfige Amun (2001/2)
- Neues vom Projekt MISR im Tal der Könige (2001/3)
- So wurde noch nie ein Museum eröffnet (2001/4)
- Was hat die Isis am Karneval verloren? (2002/2)
- Gegentempel in der Thebaïs (2002/3)
- Auf den Spuren von Howard Carter (2002/3)
- Die Sykomore (2003/3)
- Im Steinbruch der Hatschepsut (2003/4)
- Qubbet el-Hawa I (2004/1)
- Qubbet el-Hawa II (2004/2)
- Basel – eine Stadt im Tut-Fieber (2004/4)
- Im Reich der Meret-Seger (2005/1)
- Ein Heiligtum für Ptah und Meret-Seger (2005/2)
- Ägyptologische Spaziergänge durch Paris (2006/2)
- Birket Habu (2006/3)
- Ruodlieb und die altägyptischen Weisheitslehren (2007/1)
- Kom es-Samak, der „Fischhügel“ (2007/2)
- Arabische Musik (2007/3)
- Deir esch-Schelwit (2008/1)
- Museo delle Antichità Egizie di Torino (2008/2)
- Das Wasser, das vom Himmel kommt (2008/4)
- Ein Ort der Stille – Deir Rumi (2009/1)
- Ein Besuch bei Butehamun (2009/2)
- Ein Grab in Kairo: Scheich Ibrahim, J. L. Burckhardt (2009/3)
- Die Abusir-Papyri (2010/1)
- Carter in Qurna, 1933 (2010/2)
- Hassan Fathy, Architekt (2010/3)
- Balady-Project (2011/1)
- Grabkegel (2011/2)
- Hellenistische Terrakotten aus Ägypten (2011/3)
- Der Stein von Carpentras (2012/1)
- Beim Heiligen Theodor in der Thebaïs (2012/2)
- Die Berliner Lederhandschrift – eine Königsnovelle? (2012/3)
- Der Ostraka-Brunnen (Grand-Puits) (2013/1)
- Merire in der Unterwelt (2013/4)
- Der Kampf um den Panzer des Inaros (2014/1)
- Altägyptische Musik im Überblick (2014/3)